# Home Inn

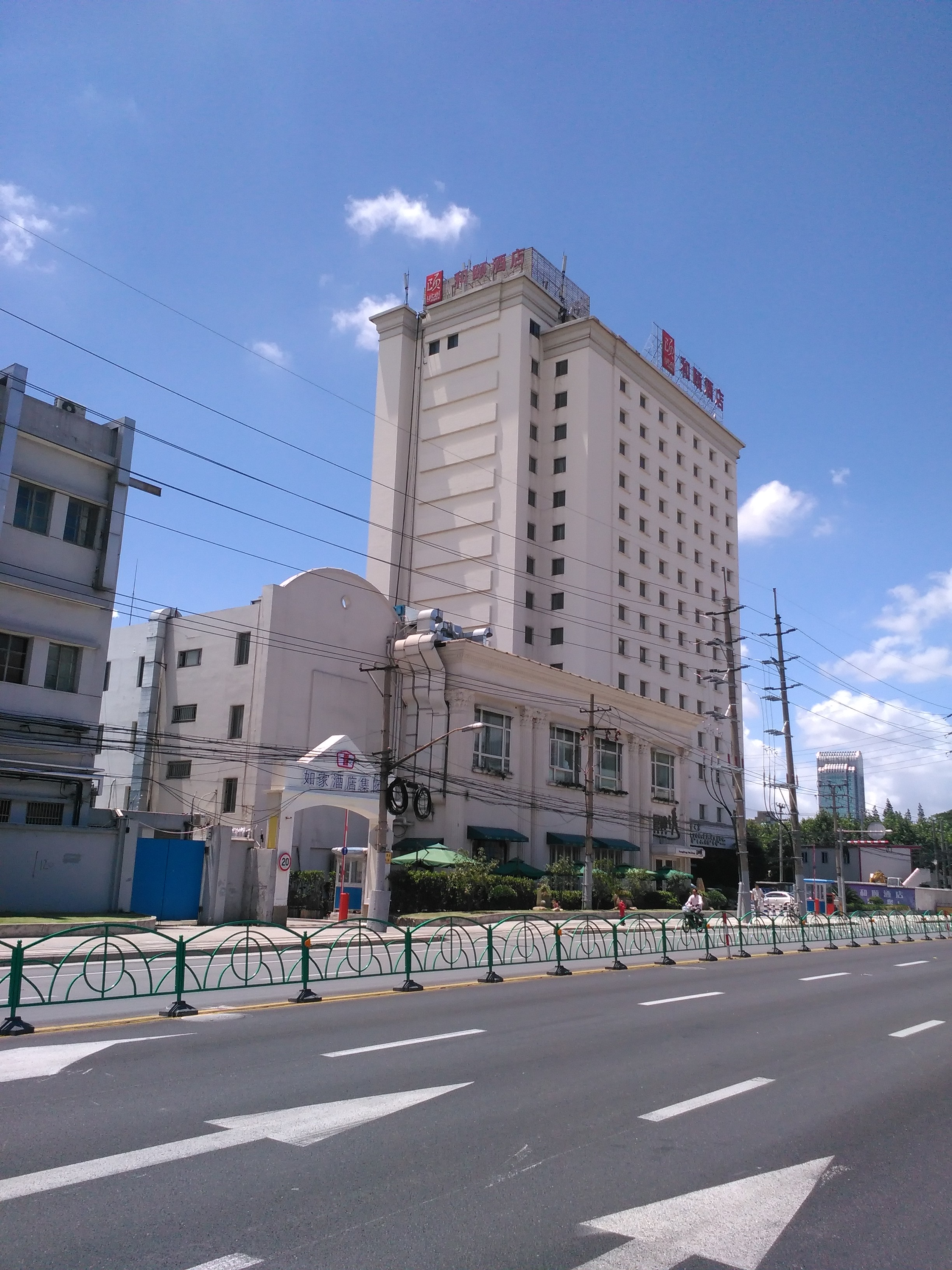
Siège d'Home Inn et un Yitel Motel, Shanghai

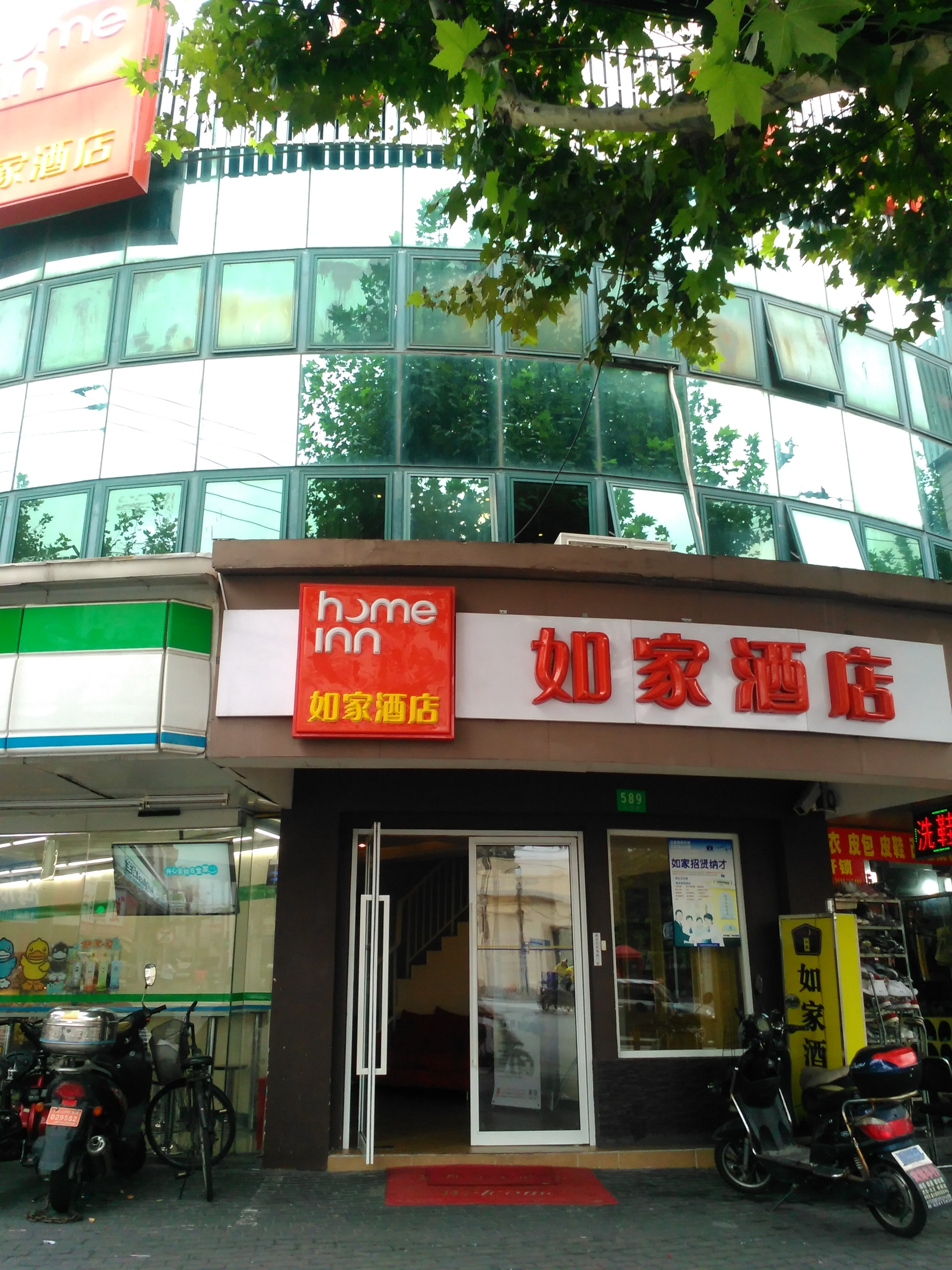
Un Home Inn à Shanghai

Home Inn (如家酒店 Rújiā Jiǔdiàn) est un groupe hôtelier basé à Shanghai en Chine, créé en 2001.

## Historique
Fondateur de l'agence de voyage en ligne Ctrip en 1999, l'entrepreneur chinois Ji Qi crée Home Inn en 2001. L'entreprise est cotée au Nasdaq depuis octobre 2006. Lors de son introduction en bourse, Home Inn lève plus de 109 millions de dollars. 
En octobre 2007, Home Inns rachète la chaîne Top Star ainsi que ses 26 hôtels. Le groupe acquiert Motel 168 (en) pour 470 millions de dollars en 2011.
En 2015, le groupe BTG Hotels annonce l'achat de Home Inns pour 1,7 milliard de dollars. L'opération est complétée en avril 2016, après quoi l'entreprise quitte le Nasdaq.